# Palewyami
El palewyami, també conegut com a altinin i yokuts Poso Creek, fou una de les llengües yokuts de Califòrnia.
El palewyami fou parlat al comtat de Kern, al llarg de Poso Creek. La llengua no es parla des de la dècada de 1930.